# Bundesarzt
Bundesarzt ist die Bezeichnung für den medizinisch verantwortlichen Arzt einer Hilfsorganisation auf Bundesebene.
Je nach Struktur der Hilfsorganisation (bundesweit zentralistisch organisiert mit Richtlinienkompetenz und Weisungsrecht: Malteser und Johanniter) hat der Bundesarzt ein klares Durchgriffsrecht in alle Gliederungen oder lediglich ein „Vorschlagsrecht“, ist andererseits bei zentraler Struktur allerdings auch im rechtlichen Sinne verantwortlich für die medizinischen Belange der gesamten Hilfsorganisation in Deutschland. Insofern ist die Tätigkeit des Bundesarztes, in die man meist berufen wird, eine verantwortungsvolle und hochqualifizierte Tätigkeit, die den Hilfsorganisationen meist unentgeltlich (ehrenamtlich) zur Verfügung steht.

## Bundesärzte in Deutschland
Bundesärzte gibt es derzeit bei folgenden Organisationen (alphabetisch):
- Arbeiter-Samariter-Bund (Georg Scholz)[1]
- Deutsches Rotes Kreuz (Bernd W. Böttiger)[2]
- Deutsche Lebens-Rettungs-Gesellschaft (Norbert Matthes)[3]
- Johanniter-Unfall-Hilfe (Jörg Oberfeld)[4]
- Malteser Hilfsdienst (Rainer Löb)[5]

## Bundesärzte in Österreich
Bundesärzte bzw. Chefärzte auf Bundesebene gibt es derzeit bei folgenden Organisationen (alphabetisch):
- Arbeiter-Samariter-Bund Österreichs (Karl Holaubeck)[6]
- Johanniter-Unfall-Hilfe (Christian Emich)[7]
- Malteser Hilfsdienst (Joachim Huber)[8]
- Österreichisches Rotes Kreuz (Katharina Pils, Wolfgang Schreiber)[9]
- Österreichische Wasserrettung (Harald Rinösl)[10]